# فرناندو غارسيا كويفاس
فرناندو غارسيا كويفاس هو سياسي مكسيكي، ولد في 2 أبريل 1953 في مدينة مكسيكو في المكسيك. نشط حزبياً في الحزب الثوري المؤسساتي. وقد انتخب عضو مجلس النواب المكسيك ‏.